# City (Vereinigtes Königreich)

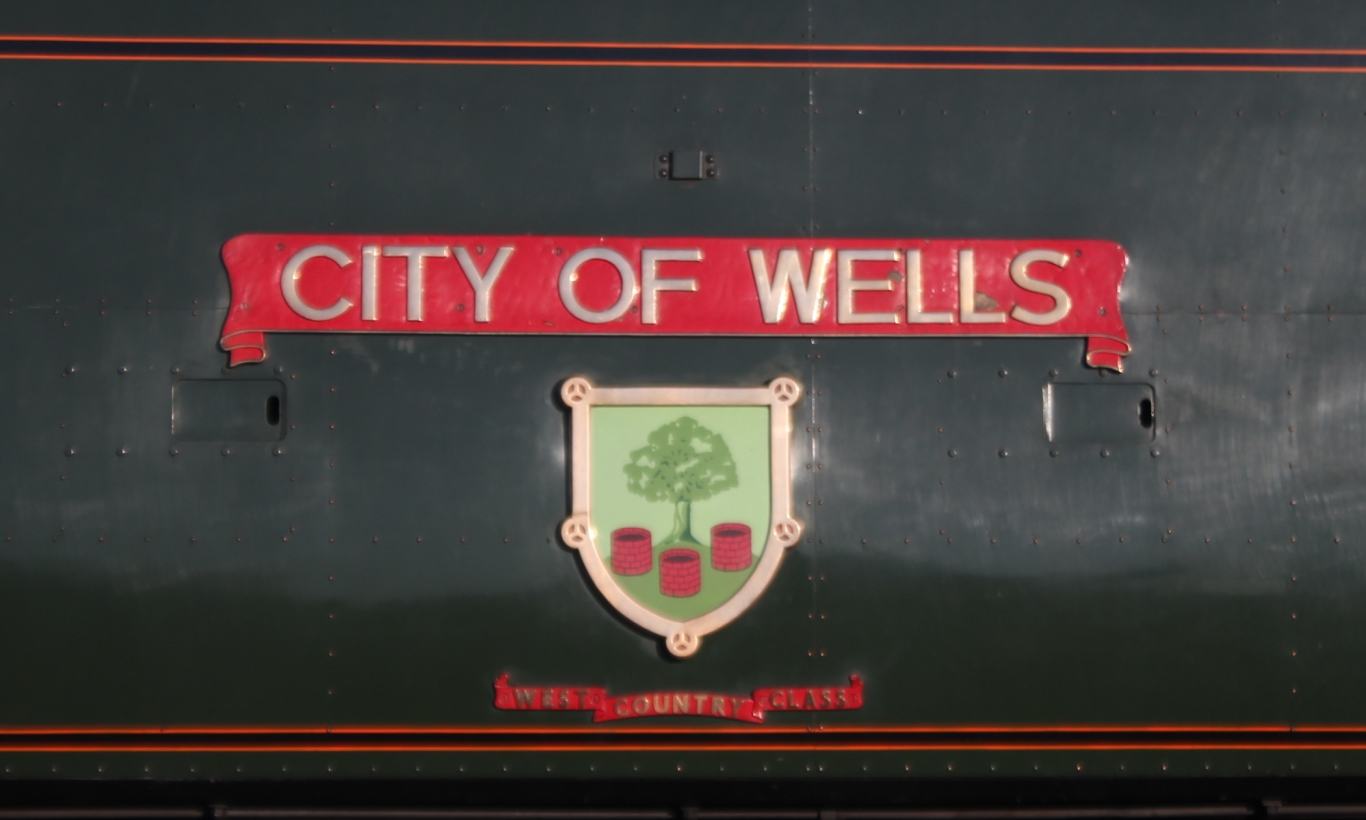
City of Wells, Namensgeber für die West Country Class 34092 der British Railways

City ist im Vereinigten Königreich die Kennzeichnung einer besonderen Stellung einer Stadt oder Gemeinde. Der Status wird vom Monarchen verliehen. Obwohl er keine besonderen Rechte mit sich bringt, erhöht der Status als „City“ das Prestige einer Stadt. Die Verleihung des Status ist weder an die Größe der Stadt oder die Anzahl ihrer Einwohner noch an das Vorhandensein einer Kathedrale, wie es historisch der Fall war, gekoppelt.
Die Verleihung erfolgt durch die Erstellung eines „Letters patent“ bezeichneten Dokuments. Es existieren einige traditionelle Namen oder eingeführte Bezeichnungen von Städten, die den Begriff City enthalten, ohne dass der Status durch den Monarchen verliehen worden wäre.
Die Verleihung erfolgt nach Sichtung entsprechender Bewerbungen aus besonderen Anlässen wie Krönungen und Thronjubiläen des Monarchen oder besonderen Ereignissen wie es die Jahrtausendwende im Jahr 2000 war. Nach Abschluss der Verleihung der Rechte im Jahr 2022 aus Anlass des Platin-Thronjubiläums von Elisabeth II. gibt es in England 55, in Wales 7, in Schottland 8 und in Nordirland 6 Citys. Hinzu kommt Douglas auf der Isle of Man sowie 4 Citys in Überseeterritorien.

## Geschichte

### England und Wales
Im 16. Jahrhundert wurde eine Stadt von der englischen Krone als City anerkannt, wenn eine Diözesankathedrale in ihren Grenzen lag. In England und Wales waren dieses 22 Orte.  Der Zusammenhang zwischen einer Kathedrale und der Bezeichnung als City entstand, als Heinrich VIII. sechs neue Bistümer jeweils mit einer Kathedrale am Bischofssitz gründete und ihnen durch die Erteilung Letters patent ihren Status verlieh. Einige dieser Städte sind sehr klein, da sie vom Bevölkerungswachstum während der industriellen Revolution unberührt blieben.
Im 19. Jahrhundert entstanden weitere Bistümer der Anglikanischen Kirche und es bildete sich die Praxis heraus, dass Gemeinden mit einem Bischofssitz den City-Statuts beantragten und er ihnen in der Regel gewährt wurde. Ein Automatismus ergab sich wegen des Widerstands des Innenministeriums (Home Office), das Anforderungen an die Größe der Gemeinden und deren Zuordnung zu einem Borough gewahrt wissen wollte, nicht.
In England wurde der Zusammenhang zwischen dem Vorhandensein eines anglikanischen Bischofssitzes im Jahr 1889 aufgegeben, als sich Birmingham erfolgreich um den Status als City bewarb. Weitere Großstädte wie Leeds und Sheffield folgten im Jahr 1893 und Bradford, Kingston upon Hull sowie Nottingham erhielten den Status aus Anlass des diamantenen Thronjubiläums von Königin Victoria im Jahr 1897.
Im Jahr 1907 einigten sich das Home Office und König Edward VII. darauf, dass künftige Bewerbungen bestimmte Kriterien erfüllen mussten. Diese Regelung, die damals nicht veröffentlicht wurde, dämmte die Zahl der Zuerkennungen des City-Status deutlich ein. Erforderlich war demgemäß eine Mindesteinwohnerzahl von 300.000 Personen, ein  großstädtischer Charakter (eine eigene Identität hatte als Zentrum einer größeren Region) und eine gute Bilanz der lokalen Verwaltung.
Lancaster erhielt im Jahr 1937 anlässlich der Krönung von König Georg VI. den Status einer City, obwohl die Einwohnerzahl der Stadt nur bei gut 50.000 lag. Die Ausnahme wurde mit der „langen Verbindung der Stadt mit der Krone“ begründet. Cambridge erhielt den Status einer City im Jahr 1951, was mit der Stellung der Stadt als historischem Ort für Forschung und Lehre begründet wurde.
Verschiedene Verwaltungsreformen und Umstrukturierungen der kommunalen Verwaltungseinheiten brachten vor allem in London (City of London, City of Westminster) weiteren Bedarf für Sonderregelungen. Mit dem Kommunalverwaltungsgesetz von 1972 (Local Government Act 1972) wurden alle Gebietskörperschaften außerhalb Londons mit Ausnahme der Gemeinderäte (Civil parish councils) abgeschafft. Dies führte zu Anpassungsbedarf der Trägerschaft des jeweiligen Status. Neue Letters patents wurden für die bedeutendsten Inhaber des Status ausgestellt.
In den Jahren 1977 (silbernes Thronjubiläum) und 1992 (40. Thronjubiläum) erhielt eine größere Zahl von Städten den Status. Seit dem Jahr 2000 erfolgt die Verleihung des Status im Rahmen von Wettbewerben, zu denen Städte ihre Kandidaturen einreichen können.

### Schottland
In Schottland gab es keine traditionellen Cities. Nach Bildung der Union mit England im Jahr 1707 wurden Aberdeen, Glasgow und Edinburgh als traditionelle Cities anerkannt. Im Jahr 1889 erhielt Dundee den Status durch ein Letters patent. Somit galten und gelten für Schottland die gleichen Regeln wie im Rest Großbritanniens.

### Nordirland
Der Status einer City in Irland wurde traditionell durch eine königliche Urkunde verliehen. Nachdem Irland im Jahr 1921 geteilt wurde, gelten für Nordirland im Vereinigten Königreich die gleichen Regeln wie für die anderen Landesteile.

## Bewerbung für und Verleihung des City status
Das Innenministerium legte im Jahr 1927 fest:
"Wenn eine Stadt die Stellung einer City erlangen möchte, besteht das richtige Verfahren darin, über das Innenministerium eine Petition an den König zu richten. Es ist die Aufgabe des Innenministers, solche Petitionen an Seine Majestät zu übermitteln und Seine Majestät bezüglich der zu erteilende Antwort zu beraten. Es ist ein bewährter Grundsatz, dass die Verleihung des Status nur für Städte empfohlen wird, die in Bezug auf Bevölkerung, Größe und Bedeutung erstklassig sind und einen eigenen Charakter und Identität besitzen. Heutzutage wird der Titel daher nur noch selten und unter außergewöhnlichen Umständen verliehen."
Nach Ende der Auswertung aller Bewerbungen informiert der Premierminister das Unterhaus über die Entscheidung des Monarchen.

## Liste derCitiesim Vereinigten Königreich und abhängigen Gebieten
| City                                           | Status erlangt      | Anlass der Verleihung                                                                                                   | Einwohnerzahl (Zensus 2011) |
| ---------------------------------------------- | ------------------- | --- | --------------------------- |
| England                                        |                     | |                             |
| Bath                                           | 1090                | Abteikirche St Peter und Paul                                                                                           | 88.859                      |
| Birmingham                                     | 1889                | Goldenes Thronjubiläum von Königin Victoria                                                                             | 1.092.330                   |
| Bradford                                       | 1897                | Diamantenes Thronjubiläum von Königin Victoria                                                                          | 522.452                     |
| Brighton & Hove                                | 2001                | Jahrtausendwende | 273.369                     |
| Bristol                                        | 1542                | Kathedrale der hl. Dreifaltigkeit, Diözese der Kirche von England                                                       | 428.234                     |
| Cambridge                                      | 1951                | Ausnahmefall als historische Stätte von Forschung und Lehre                                                             | 123.867                     |
| Canterbury                                     | historisch          | Kathedrale von Canterbury                                                                                               | 151.145                     |
| Carlisle                                       | 1133                | Kathedrale der hl. Dreifaltigkeit                                                                                       | 107.524                     |
| Chelmsford                                     | 2012                | Diamantenes Thronjubiläum von Königin Elisabeth II.                                                                     | 168.310                     |
| Chester                                        | 1541                | Kathedrale, Diözese der Kirche von England                                                                              | 91.733                      |
| Chichester                                     | 1075                | Kathedrale der hl. Dreifaltigkeit                                                                                       | 26.795                      |
| Colchester                                     | 2022                | Platin-Thronjubiläum von Königin Elisabeth II.                                                                          | 119.441                     |
| Coventry                                       | 1102                | St Michael’s Cathedral                                                                                                  | 316.915                     |
| Derby                                          | 1977                | Silbernes Thronjubiläum von Königin Elisabeth II.                                                                       | 248.752                     |
| Doncaster                                      | 2022                | Platin-Thronjubiläum von Königin Elisabeth II.                                                                          | 110.000                     |
| Durham                                         | 995                 | Kathedrale von Durham                                                                                                   | 94.375                      |
| Ely                                            | 1109                | Kathedrale von Ely | 20.256                      |
| Exeter                                         | historisch          | Kathedrale von Exeter                                                                                                   | 127.709                     |
| Gloucester                                     | 1541                | Kathedrale von Gloucester, Diözese der Kirche von England                                                               | 121.688                     |
| Hereford                                       | historisch          | Kathedrale von Hereford                                                                                                 | 58.896                      |
| Kingston upon Hull                             | 1897                | Diamantenes Thronjubiläum von Königin Victoria                                                                          | 256.406                     |
| Lancaster                                      | 1937                | Ausnahme wegen enger Verbindung der Stadt mit der Krone                                                                 | 138.375                     |
| Leeds                                          | 1893                | Ausnahme wegen der Größe der Stadt                                                                                      | 751.485                     |
| Leicester                                      | 1919                | Ausnahme aus historischen Gründen                                                                                       | 329.839                     |
| Lichfield                                      | historisch          | Kathedrale von Lichfield                                                                                                | 32.219                      |
| Lincoln                                        | 1072                | Kathedrale von Lincoln                                                                                                  | 93.541                      |
| Liverpool                                      | 1880                | Wegen Sitzes eines Bischofs der Kirche von England auf Antrag                                                           | 466.415                     |
| City of London                                 | historisch          | St Paul’s Cathedral | 7.375                       |
| Manchester                                     | 1853                | Manchester Cathedral | 503.127                     |
| Milton Keynes                                  | 2022                | Platin-Thronjubiläum von Königin Elisabeth II.                                                                          | 229.941                     |
| Newcastle upon Tyne                            | 1882                | Wegen Sitzes eines Bischofs der Kirche von England auf Antrag                                                           | 280.177                     |
| Norwich                                        | 1094                | Kathedrale von Norwich                                                                                                  | 132.512                     |
| Nottingham                                     | 1897                | Diamantenes Thronjubiläum von Königin Victoria                                                                          | 305.680                     |
| Oxford                                         | 1542                | Kathedrale von Oxford, Diözese der Kirche von England                                                                   | 151.906                     |
| Peterborough                                   | 1541                | Kathedrale von Peterborough, Diözese der Kirche von England                                                             | 183.631                     |
| Plymouth                                       | 1928                | Auf eigener Antrag nach Ausweitung der Stadtgrenzen                                                                     | 256.384                     |
| Portsmouth                                     | 1926                | Auf eigenen Antrag als ältester Marinehafen Englands                                                                    | 205.056                     |
| Preston                                        | 2002                | Goldenes Thronjubiläum von Königin Elisabeth II.                                                                        | 140.202                     |
| Ripon                                          | 1865                | Neue Diözese der Kirche von England                                                                                     | 16.702                      |
| Rochester (Kent)                               | 1211, verloren 1998 | City-Status 1998 verloren bei Gemeindefusion                                                                            | 62.982                      |
| Salford                                        | 1926                | Ausnahmeentscheidung des Innenministers aus politischen Gründen                                                         | 233.933                     |
| Salisbury                                      | 1227                | Kathedrale von Salisbury                                                                                                | 40.302                      |
| Sheffield                                      | 1893                | Ausnahme wegen der Größe der Stadt                                                                                      | 552.698                     |
| Southampton                                    | 1964                | Auf Antrag aus dem Jahr 1959 ohne besonderen Grund                                                                      | 236.882                     |
| Southend-on-Sea                                | 2022                | Platin-Thronjubiläum von Königin Elisabeth II.                                                                          | 173.658                     |
| St Albans                                      | 1877                | Wegen Sitzes eines Bischofs der Kirche von England auf Antrag                                                           | 140.644                     |
| Stoke-on-Trent                                 | 1925                | Ausnahme auf Antrag als Zentrum der Keramikindustrie                                                                    | 249.008                     |
| Sunderland                                     | 1992                | 40. Thronjubiläum von Königin Elisabeth II.                                                                             | 275.506                     |
| Truro                                          | 1877                | Wegen Sitzes eines Bischofs der Kirche von England auf Antrag                                                           | 18.766                      |
| Wakefield                                      | 1888                | Wegen Sitzes eines Bischofs der Kirche von England auf Antrag                                                           | 325.837                     |
| Wells                                          | historisch          | Kathedrale von Wells | 10.536                      |
| Westminster                                    | 1540                | Westminster Abbey, früherer Bischofssitz der Kirche von England                                                         | 219.396                     |
| Winchester                                     | historisch          | Winchester Cathedral | 116.595                     |
| Wolverhampton                                  | 2001                | Jahrtausendwende | 249.470                     |
| Worcester                                      | historisch          | Kathedrale von Worcester                                                                                                | 98.768                      |
| York                                           | historisch          | York Minster | 198.051                     |
| Schottland                                     |                     | |                             |
| Aberdeen                                       |                     | Als historische Royal Burgh anerkannt                                                                                   | 222.793                     |
| Dundee                                         | 1889                | Goldenes Thronjubiläum von Königin Victoria                                                                             | 147.268                     |
| Dunfermline                                    | 2022                | Platin-Thronjubiläum von Königin Elisabeth II.; war als historische Royal Burgh nicht anerkannt                         | 49.706                      |
| Edinburgh                                      |                     | Als historische Royal Burgh anerkannt                                                                                   | 476.626                     |
| Glasgow                                        |                     | Als historische Royal Burgh anerkannt                                                                                   | 593.245                     |
| Inverness                                      | 2001                | Jahrtausendwende | 79.415                      |
| Perth                                          | 2012                | Diamantenes Thronjubiläum von Königin Elisabeth II.                                                                     | 45.770                      |
| Stirling                                       | 2002                | Goldenes Thronjubiläum von Königin Elisabeth II.                                                                        | 34.790                      |
| Wales                                          |                     | |                             |
| Bangor                                         | historisch          | | 18.808                      |
| Cardiff                                        | 1905                | Ausnahmefall als „Metropole von Wales“                                                                                  | 346.090                     |
| Newport                                        | 2002                | Goldenes Thronjubiläum von Königin Elisabeth II.                                                                        | 145.736                     |
| St Asaph                                       | 2012                | Diamantenes Thronjubiläum von Königin Elisabeth II.                                                                     | 3.355                       |
| St Davids                                      | 1994                | Historischer Bischofssitz                                                                                               | 1.841                       |
| Swansea                                        | 1969                | Investitur des Prince of Wales                                                                                          | 239.023                     |
| Wrexham                                        | 2022                | Platin-Thronjubiläum von Königin Elisabeth II.                                                                          | 61.603                      |
| Nordirland                                     |                     | |                             |
| Armagh                                         | 1994                | Historischer Sitz eines Erzbischofs, Status durch Gesetz zur Verwaltungsreform (1840) verloren. 1994 wieder hergestellt | 14.777                      |
| Belfast                                        | 1888                | Goldenes Thronjubiläum von Königin Victoria                                                                             | 333.871                     |
| Bangor                                         | 2022                | Platin-Thronjubiläum von Königin Elisabeth II.                                                                          | 61.011                      |
| Derry                                          | 1604                | Royal Charter von James I.                                                                                              | 107.877                     |
| Lisburn                                        | 2002                | Goldenes Thronjubiläum von Königin Elisabeth II.                                                                        | 45.370                      |
| Newry                                          | 2002                | Goldenes Thronjubiläum von Königin Elisabeth II.                                                                        | 29.946                      |
| Überseegebiete und Gebiete im Besitz der Krone |                     | |                             |
| Douglas, Isle of Man                           | 2022                | Platin-Thronjubiläum von Königin Elisabeth II.                                                                          | 27.938                      |
| Gibraltar                                      | 1842                | Letters Patent von Königin Victoria                                                                                     | 34.571                      |
| Hamilton, Bermuda                              | 1897                | Kathedrale zur hl. Dreifaltigkeit                                                                                       | 854                         |
| Jamestown, St Helena                           | 1859                | Letters Patent von Königin Victoria, The Bishoprick of St Helena für St Helena, Ascension und Tristan D’Acunha          | 629                         |
| Stanley, Falklandinseln                        | 2022                | Platin-Thronjubiläum von Königin Elisabeth II.                                                                          | 2.460                       |